# Czes IFPI airplay chart
Czes IFPI airplay chart je službena Češka ljestvica singlova koju jednom tjedno izdaje IFPI. Trenutni broj jedan singl je "Helele" od Velile i sastava Safri Duo. Ljestvica se po prvi puta otvorila u svibnju 2006. godine.

## Vidjeti
- Czech IFPI albums chart
- IFPI

## Vanje poveznice
- Službena stranica
- Arhiva